# Libnotes (Libnotes) trisignata
Libnotes (Libnotes) trisignata is een tweevleugelige uit de familie steltmuggen (Limoniidae). De soort komt voor in het Australaziatisch gebied.